# Église Saint-Martin de Marcourt
Pour les articles homonymes, voir Église Saint-Martin.
L'église Saint-Martin est un édifice religieux catholique classé situé dans le village de Marcourt dans la commune de Rendeux en province de Luxembourg (Belgique).

## Situation
L'édifice est situé sur la partie haute du noyau ancien du village ardennais de Marcourt, le long de la rue des Martyrs et à environ 400 m de la rive droite de l'Ourthe.

## Historique et architecture
Les archéologues ont trouvé la trace d’un premier oratoire datant du XIe siècle mais la première mention écrite date de 1566. La tour carrée de trois niveaux construite en moellons de grès schisteux et dressée du côté occidental est la partie la plus ancienne de l'édifice. Elle date au moins de la première moitié du XVIIe siècle mais certains éléments de la construction devraient être beaucoup plus anciens (sans doute du XIVe siècle) et de style roman. Il s'agit à l'origine d'une construction fortifiée et défensive attestée par l'épaisseur des murs et la présence de cinq arquebusières réparties sur les quatre faces des deux étages comme seules ouvertures originelles. Un quatrième niveau de la tour plus étroit conçu en bois avec abat-sons et bardé d'ardoises abrite les cloches. Ce dernier étage sert de base à une flèche octogonale à deux niveaux aussi recouverte d'ardoises et surmontée d'une croix de fer avec coq en girouette.
La nef unique compte quatre travées avec baies en anse de panier et le chevet est composé de trois pans. À l'intérieur, le confessionnal porte la date de 1643 tandis que le maître-autel à retable est daté par chronogramme de 1673. Derrière le chevet, la sacristie a été ajoutée, construite avec les mêmes matériaux. À l'arrière de la sacristie, un mémorial rappelle que plusieurs habitants du village ont été exécutés par des soldats allemands en septembre 1944, en représailles d’un fait de résistance. L'édifice (tour, nef, chevet et sacristie) mesure environ 34 m.
L'église est entourée par un vieux cimetière ceint d'un mur en moellons de grès d'une longueur approximative de 190 m. Un escalier de huit marches, une grille entre des piliers en pierre calcaire et une autre volée d'une quinzaine de marches permettent d'accéder au portail cintré de l'église placé au pied de la tour. Derrière l'église, une seconde grille entourée de piliers en pierre calcaire permet l'accès au cimetière.

## Classement
L'église Saint-Martin et le mur d'enceinte du cimetière sont repris depuis le 21 octobre 1980 sur la liste du patrimoine immobilier classé de Rendeux.